# David Gilmour
David Jon Gilmour, född 6 mars 1946 i Cambridge, Cambridgeshire, är en brittisk gitarrist, sångare och låtskrivare. Han är främst känd som gitarrist och sångare i gruppen Pink Floyd.

## Biografi
Gilmour är född och uppväxt i det välbärgade området Grantchester nära Cambridge, England. Hans far, Douglas Gilmour, föreläste i zoologi på universitetet i Cambridge och hans mor, Sylvia, arbetade som lärarinna.
Som barn gick Gilmour i privatskolan The Perse School i Cambridge, där han senare mötte Syd Barrett, blivande gitarrist och sångare i Pink Floyd, som gick på Cambridgeshire High School for Boys; deras respektive skolor låg på samma gata och de brukade träffas under rasterna för att lära sig spela gitarr tillsammans. Trots intresset var ingen av de båda medlemmar i något band.
1963 var emellertid Gilmour med och startade bandet Joker's Wild. 1966 lämnade han bandet och gav sig, tillsammans med några vänner, ut på resa i Frankrike och Spanien i hopp om att få spelningar - något som de inte lyckades särskilt bra med. Resan avslutades med att Gilmour lades in på sjukhus där han, på grund av för dåliga matvanor, vårdades för näringsbrist. 1992 bekräftade Gilmour, i brittisk radio, att de vid hemkomsten, 1967, körde på stulen bensin.
David Gilmour var god vän med Douglas Adams, författaren till Liftarens Guide till Galaxen. Adams har stått på scenen och spelat gitarr tillsammans med Pink Floyd under en av de allra sista konserterna bandet gjorde i Royal Albert Hall 1994. Det var också Adams som hjälpte Gilmour och övriga Pink Floyd med namnet till albumet The Division Bell.
David Gilmour blev 1968 inbjuden som gitarrist till Pink Floyd och han ersatte snart Syd Barrett som på grund av psykisk sjukdom inte kunde jobba med gruppen. Från och med gruppens andra album har Gilmour spelat och sjungit på alla Pink Floyd-album.
Hans gitarrspel har varit en mycket viktig del på Pink Floyds banbrytande album (The Dark Side of the Moon, Wish You Were Here, The Wall med flera). Under slutet av 1970-talet dominerade basisten Roger Waters gruppen starkt, men sedan han slutat efter bråk 1984 har Gilmour blivit gruppens ledarfigur.
Sedan åttiotalet har Gilmour också haft en framgångsrik solokarriär. Till en början var denna huvudsakligen uppbyggd kring material från Pink Floyd, men sedan Gilmour släppt soloalbumet About Face 1984 och kanske främst On an Island 2006 har hans solokarriär alltmer byggt på hans eget material. Pink Floyd-kollegan Richard Wright dök ofta upp som gäst på Gilmours större spelningar, fram till Wrights död 2008.
Gilmours huvudsakliga instrument är gitarr och sång. Flera gånger under inspelningarna med Pink Floyd fick han lägga Roger Waters basspår, då Waters inte själv klarade av att spela som bandet önskade.[källa behövs] Många låtar på framför allt The Dark Side of the Moon och de två senaste Pink Floyd-albumen innehåller syntspår som Gilmour lagt. Under senare år har Gilmour också spelat piano, saxofon och cümbüş på konserter. När han hjälpte till att producera Syd Barretts album 1970 lade Gilmour även trummor på spåret "Dominoes", men han spelar också trummor på Barn Jam-filmerna som finns under extramaterialen på Live in Gdansk.

## Diskografi, soloalbum
- 1978 – David Gilmour
- 1984 – About Face
- 2006 – On an Island
- 2008 – Live in Gdansk (livealbum)
- 2010 – Metallic Spheres (tillsammans med The Orb)
- 2015 – Rattle That Lock
- 2017 – Live at Pompeii (livealbum)
- 2024 – Luck and Strange